# 費多里夫卡 (別列贊卡區)
46°44′49″N 31°19′3″E / 46.74694°N 31.31750°E
費多里夫卡（烏克蘭語：Федорівка），是烏克蘭南部的村莊，隸屬尼古拉耶夫州的尼古拉耶夫區。該村始建於1800年，面積2.6平方公里，海拔高度28米，2001年人口168，人口密度每平方公里64.6人。